# Bryum hieronymi
Bryum hieronymi är en bladmossart som beskrevs av C. Müller 1879. Bryum hieronymi ingår i släktet bryummossor, och familjen Bryaceae. Inga underarter finns listade i Catalogue of Life.